# Бронзано доба
Бронзано доба (2200—750/700. п. н. е.), обележава производња бронзаног оружја, оруђа и накита. То је време интензивног развоја металургије, трговине и занатства. Трећа фаза у развоју материјалне културе међу народима Европе, Азије и Блиског истока, наступило је после периода Палеолита и Неолита, а пре Гвозденог доба.
Бронзано доба обележава, како употреба бронзе, тако и сеоба сточара у време раног бронзаног доба (2200—1600. године п. н. е.) на подручје Средоземља. То је био следећи талас индоевропских досељеника (након првог таласа пољопривредника у млађем каменом добу).
Касно бронзано доба или време тзв. културе поља са урнама (култура поља са жарама) траје од 300. до 750/700. п. н. е. Носиоци ове европске културне појаве припадају индоевропском скупу, али немају иста етничка обележја. Заједнички обред им је спаљивања умрлих, по чему је ова култура добила име, и покопавање остатака у урнама с прилозима накита, оружја и оруђа. Овакви гробови са урнама чинили су велике некрополе.
Бронзано доба се територијално дели на пет главних група: егејску, средњeевропску, западноевропску, нордијску и источноевропску (најбогатије налазима су егејска и нордијска). За датирање појединих налаза важни су облици копча фибула и секира келта, а значајни су пећински култни петроглифи различитих садржаја (људи, животиње, орнаменталне композиције и сл.) у Скандинавији, Сибиру, Италији и Шпанији, те Португалији. Током бронзаног доба, средњeевропски културни круг пролази кроз неколико развојних фаза (култура згрчених костура, култура гробних хумки, култура поља са урнама). За Западну Европу, првенствено Енглеску, карактеристични су мегалитски споменици (најпознатији с почетка бронзаног доба је Стоунхенџ крај Солсберија).

## Датовање
Крајем 19. века Монтелијус је поделио бронзано доба Европе на 6 периода. Користећи скандинавски материјал, обухватио је период од средине 2. до средине 1. миленијума. Ова подела није одговарала развоју овог периода јужно од Дунава, јер се бронзано доба јавило касније на северу него на југу.

### Монтелијусова подела
| I, II, III | рано бронзано доба  |
| IV, V      | касно бронзано доба |
| VI         | прелазни период     |

### Рајнекеова периодизација
Рајнеке је поделио бронзано доба у јужној Немачкој на 4 фазе (А-Ц), ова подела је прихваћена у средњој Европи и делимично на Балкану уз допуне Милер-Карпеа.
Рајнекеова периодизација је направљена на основу типологије металних предмета из остава на територији Јужне Немачке и горњег Подунавља.
| Рано бронзано доба   | A1, A2                  | 1800-1450. п. н. е. |
| Средње бронзано доба | B1, B2, C               | 1450-1250. п. н. е. |
| Позно бронзано доба  | D, Халштат A1,A2,B1, B2 | 1250-750. п. н. е.  |

### Бронзано доба у Егеји
Бронзано доба у Егеји је почело између средине и краја 3. миленијума, дакле, нешто раније.
Класични Ц14 датуми нису одступали од Рајнекеовог система, Данас имамо калибриране датуме а саве више се користи и дендрохронологија.

### Хронологија средње Европе по датумима добијеним дендрохронологијом
M. Гимбутас се држала класичних датума

| Б. А1    | 2400/2300-2000. п. н. е. |
| Б. А2    | 2000-1700. п. н. е.      |
| Б. Б     | 1700-1500. п. н. е.      |
| Б. Ц     | 1500-1300. п. н. е.      |
| Б. Д     | 1300-1200. п. н. е.      |
| ХаА1     | 1200-1100. п. н. е.      |
| ХаА2     | 1100-1050. п. н. е.      |
| ХаБ1     | 1050-950. п. н. е.       |
| ХаБ2, Б3 | 950-800. п. н. е.        |
| ХаЦ1, Ц2 | 800-650. п. н. е.        |
| ХаД      | 650-450. п. н. е.        |

| Рана бронза   | 1800-1400. п. н. е.  |
| Средња бронза | 1450 -1200. п. н. е. |
| Касна бронза  | 1300-750. п. н. е.   |

## Рано бронзано доба
Одређивање почетка и трајања раног бронзаног доба представља проблем будући да су различито датовани локалитети на различитим територијама. Један извештај из 2013. сугерише да је најранија калајна легура бронзе датира из средине 5. миленијума п. н. е. из локалитета Винчанске културе у Плочнику (Србија), мада се та цивилизација конвенционално не сматра делом Бронзаног доба. Датирање је додуше спорно.
За овај период карактеристични су велики и вишеслојни локалитети као што су Градац, Винковци, Гомолава, погребни ритуал је униформан — сахрањивање је скелетно у згрченом положају (згрченци у равним гробовима).
Јављају се метални предмети и то:
- Секире
  - са отвором за држаље
  - са крилцима
- Бодежи са држаљем од кости или дрвета
  - кипарски бодежи
  - кратки троугласти са три рупице на крају сечива
- Игле
  - -са кукастом главом
  - -са увијеном главом
  - -са дискоидном главом
  - -са пељастом главом
  - -са чаурастом главом
  - -са ушицама на глави
  - -са кугластом главом
- тутулуси — шупљи конични украси за одећу
- торквеси — огрлице
- перле од фајанса

### Металургија овог доба
Један од највећих центара био је Митерберг у западној Аустрији, где су откривене велике количине бакарне руде. Постојале су јаме где се топила и прерађивала руда. Нађени су остаци јамског рударења, дрвене конструкције, ведрице...
Производња је била најинтензивнија у другој половини 2. миленијума. Откривене су посуде за топљење руде, дуваљке од керамике, калупи за ливење од керамике.

### Културе ранобронзаног доба
- Уњетичка култура
- Отомани култура
- Нађирев култура
- Љубљанска култура
- Лиценска крамика
- Монтеору група

### Рано бронзано доба на тлу централног Балкана
- Ватинска култура
- Винковци Шомођивар
- Винковачка култура
- Моришко Мокринска група
- Мокрин Перјамош Пећка група
- Белотић Бела Црква група

## Средње бронзано доба
За овај период карактеристично је сахрањивање од тумулусима. У фази Б1 тумулуси су карактеристични само за подручје средње Европе (Немачка, Чешка, Словачка, Мађарска), а у фази Б2 прошириће се по читавој Европи. Већина аутора сматра да ово представља етничко ширење носиоца културе тумулуса.
Сахрањивање је инхумација у згрченом или опруженом ставу. У југоисточној Европи се јавља кремација. У фази Б2 спаљивање постаје доминантно.
Током овог периода инвентар ранијих култура, које се настављају, постаје богатији. На основу карактеристика гробног инвентара дефинишу се фазе Б1 и Б2-Ц.
Појављује се први пут мач, а присутне су и бојне секире са цилиндричним тулцем и развијеном сечицом декорисане геометријским мотивима, као и секире са крилцима.
Од накита јављају се игле дискоидног типа, богато декорисане наруквице масивног троугаоног пресека и привесци у облику имеле.

### Културе Средњебронзаног доба
- Теи култура
- Витенберг култура
- Вербичоара култура
- Култура инкрустоване керамике
- Култура гробних хумки
- Дубовачко Жутобрдска група
- Слатинска група
- Параћинска група
- Белегиш Кручени

## Позно бронзано доба
Одлике овог периода су поља са урнама,  , што представља праву металуршку револуцију, будући да је највећи број остава и самим тим металних предмета из овог периода. Разлика у облицима оружја, оруђа и накита је мала. Главни извор материјала из овог периода представљају оставе и некрополе.

### Некрополе
Током овог периода формирају се некрополе равних поља са урнама без надземне конструкције, културе позног Бронзаног доба се по овим некрополама називају културе поља са урнама и претпоставља се да су носиоци ове културе директни наследници културе тумулуса.
Постоје три велике културне целине:
- Лужичка (северна Немачка и Пољска)
- јужна Немачка од реке Рајне до Тирола
- средњоподунавска (Аустрија, Моравска, Словачка, западна Мађарска, Балкан)

У оквиру културе поља с урнама издвојено је 5 фаза (Рајнекеова подела):
- Класичан Урненфелдер-Халштат А1
- Старије фазе
  - II - Халштат А1
  - III - Халштат А2
- Млађе фазе
  - IV Халштат Б1
  - V Халштат Б2

У старијим фазама урне немају заштитну конструкцију, постављене су у правилне редове са одређеном оријентацијом. Јављају се и „камени сандуци“.
У млађим фазама урне су заштићене венцем од облутака или неком врстом сухозида. Често је и сама покривена каменом плочом или је на њој. Урне нису у правилним редовима, него у групама.
У фази V јављају се толоси (минијатурни).

### Керамика
Током овог периода (у фази II) јавља се биконично неукрашено посуђе мрко-црне боје, урне са цилиндричним вратом (фаза III, биконичне зделе са једном дршком, увученим ободом (поклопци за урне), оштро профилисане шоље са вертикалном дршком. У млађој фази карактеристичне су крушколике урне и зделе у виду турбана.

### Метални налази
- мачеви са језичком

- - у млађој фази - мачеви профилисаног балчака украшени волутама и криви ножеви
- полумесечасти бријачи
- пљоснате стреле од бронзаног лима, са трном за усађивање,
- накит
  - зооморфни, антропоморфни, геометријски (у облику лабриса) привесци
- фибуле у облику харфе
- виолинаста фибула (по локалитету у Италији - Пескиера фибула)

Јављају се и метални казанчићи са аплицираним дршкама

### Културе Позног бронзаног доба
- Лужичка култура
- Медијана група
- Брњичка група
- Гамзиградска култура

## Блиски исток (3300—1200. п. н. е.)
Први градови су се развили у јужној Месопотамији током 4. миленијума п. н. е. и у њима је религија почела да замењује родбинске односе у уређењу друштва. Сваки град је имао бога-заштитника којег су поштовали градњом масивног средишњег храма (зигурат), а градом влада краљ-свештеник (исхаку). Друштво је постало с јаснијом поделом рада на специјализоване групе које су се координирале у заједничким подуватима попут наводњавања и ратовања. Током раздобља које је добило име по граду Уруку, колонизатори и трговци из јужног Ирака су установили важна насеља по готово целом Блиском истоку.
С развојем градова дошло је и до значајног напретка у технологији. Око 31. века п. н. е., настало је писмо, општа упораба точкова и бројне друге иновације. Тада су Сумери из јужне Месопотамије већ били организовани у бројне независне градове-државе (полисе), попут Ура и Урука, које су око 26. века п. н. е. оснивали савезе у веће политичке јединице. На њиховом истоку, настаје Еламитска држава с центром, најприје у Аншану, на Иранској висоравни, а потом у Сузи у Хузестанској долини.
Истовремено се развијала култура у Египту, који је већ крајем 32. века п. н. е. уједињен у Старо египатско краљевство; али и култура народа у долини реке Инда у северозападној Индији (Харапа и Мохенџо Даро). Обе цивилизације су настале у долинама плодних река где је пољопривреда цвала захваљујући олакшаном наводњавању изградњом брана и редовним поплавама.
Између Еламитске државе и индијске цивилизације развила се Џирофтска култура (откривена тек 2001) у југоисточном Ирану (Систан и Керманска покрајина) која се према неким тезама у Месопотамији спомиње као краљевство Арата.
Акађани су за владавине Саргона I, похарали Месопотамију и потчинили Сумере, те проширили своју власт на север (данашњу Сирију) и на запад, у Левант, све до обале Средоземља. У архиви града Ебла спомињу се градови Хазор и Јерусалим. У то време се према југу шири тзв. култура Кирберт Керак са Кавказа и појављују се Хуријанци, а у Месопотамији цвата царство Ур (22. век п. н. е. и 21. век п. н. е., те Вавилон који је на врхунцу у 18. и 17. веку п. н. е.
Промене су се почеле догађати крајем 3. миленијума п. н. е. када су се појавили градови у оближњим брдским земљама из којих су се нови народи (Асирци на северу Месопотамије, Кананци у Сирији и Палестини, Минојци на Криту и Хетити на истоку Анатолије) селили на границе старих цивилизација с којима су се сукобљавали. С овим народима је повезана појава лаганих ратних кочија на два точка и ширење индо-европских језика. Овим друштвима је управљало малобројно племство, које је могло да приуштити ратне кочије, те по узору на њих настају „херојски“ епови попут Илијаде и Рамајане.
Око 17. и 16. век п. н. е. већина је старих центара је била похарана. Вавилонију су освојили Касити, а цивилизацију долине Инда су уништили Индо-аријанци. Један њихов огранак, народ Митани, покорио је Асирију и једно време су претили Хититком краљевству, међутим поражени су средином 14. век п. н. е. Тада се развијају бројна грчка краљевства, од којих је најснажније била Микена која је до 15. п. н. е. доминирала старијим минојским градовима. Семитски Хикси су искористили нову технологију да освоје Египат, али убрзо су збачени, након чега је настало снажно Ново египатско краљевство.
Између 1206. и 1150. п. н. е. сва су ова нова краљевства изненада доживјела крај. Градови на истоку Средоземља су похарани низом напада различитих народа. Грчка краљевства су нестала, а Хититско краљевство је уништено, трговачки путеви су прекинути, а писменост ускоро била затрта. Готово сви градови од Троје до Газе (Хатуша, Микена, Угарит) су били уништени и од тада ненасељени. Египат је одбијао своје нападаче, али му се територија смањила на само средиште негдашњег краљевства, а средишња власт изразито ослабила. Једино је Асирија успела да избегне сличну судбину.

## Регионалне одлике

### Северна Африка (1650—1200. п. н. е.)
Египат је дуго задржао технологију бакарног доба, јер је имао снажну средишњу власт и није имао озбиљнијих непријатеља. Међутим, око 1650. п. н. е. ослабила је моћ египатског средњег краљевства, те су се азијски емигранти (Хикси који су живели на источној делти Нила у граду Аварису) побунили, те заузели целу делту, а фараоне потерали у Тебу и околину начинивши од њих вазале који су морали плаћати данак освајачима. Ови „страни владари“ су имитирали египатски начин управљања у који су интегрисали своју културу бронзаног доба. Након њиховог протеривања наступило је снажно Ново египатско краљевство с развијеном бронзаном технологијом.

### Јужна Азија (3200—1200. п. н. е.)
Јужна Индија је остала мезолитском све до око 2500. п. н. е. када је почела културна размена са севером (с изузетком које потврђује правило, покрајином Тамил Наду, да би око 1000. п. н. е. у јужној Индији наступило гвоздено доба, а да никада није било бронзаних култура.

### Европа (2300—600. п. н. е.)
Бронзано раздобље у Европи започиње развојем трговачких путова Егејских култура око 3000. п. н. е. најпре се увозио калај и угаљ на Кипра, где се копао бакар потребан за производњу бронзе која се извозила широм Средоземља, па и шире. Постоје назнаке како су неки предмети пронађени у Великој Британији медитеранског порекла. Поморска навигација у то доба је била на том ступњу да је превазиђена тек 1750. године Минојска култура, с центром у граду Кнососу, је била најразвијенија на Средоземљу, а корени Илира такође сежу у ово раздобље.
Апенинска култура (Италијанско бронзано доба) је култура средње и јужне Италије која се наставља из бакарног у бронзано доба На њу се наставља вилановска култура гвозденог доба. Лончарија апенинске културе је црна, декорирана са спиралама, меандрима, тачкама и скуповима тачки, а како је пронађена на острвима Искја и Липари, повезује се с раним и касним егејским културама са сличном лончаријом Најстарији налази ове културе су с острва Липари, датирани у око 3050. п. н. е. (± 200 година).
Аутохтони облик бронзане културе јавио се на Сардинији од 3500—1000. п. н. е., тзв. култура нurage (камене куле, попут Су Нуракси).
Повећање становништва у 2. миленијуму п. н. е. је очито, на пример по мерама предузетим за економизирање употребе бронзе, иако су били отворени нови и дубоки рудници бакра. Главно жариште техничког и културног развитка лежало је у средњој Европи, на територији разних огранака тзв. Културе поља са урнама, групе сродних племена са заједничким културним и погребним обичајима која су доминирала у подручју између река Рајне и Дунава. Најранија је уњетичка култура (1800.–1600. п. н. е.) која подразумева бројне мале групе као што су: Штраубиншка, Уњетичка и Хатванска култура. Неки од малобројних, али малих, гробних налаза су изразито богати, попут онога у Леубингену с многим предметима од злата, што говори о великом економском развитку. Унетичку културу наследила је култура средњег бронзаног доба, тзв. Култура гробних хумки (1600.–1200. п. н. е.) која се одликује гробним хумкама (тумулуси), а повезана је с гласиначком културом у Босни и Херцеговини. У источној Мађарској (Кереш), рана бронзана Мако култура уступила је место развијеним бронзаним културама Отомана и Ђулаварсада.
Каснобронзана култура жарних поља (1300.–1100/750. п. н. е.) се одликује спаљивањем покојника. Она се проширила на лужичку културу (1300—500. п. н. е.) у Немачкој и Пољској која се наставила све до гвозденог доба халштатске културе (700.–450. п. н. е.).